# Gustave Royers
Gustave (Gust, Gustaaf) Andreas Royers ou Roÿers, né le 20 avril 1848 à Renaix et décédé le 30 mars 1923  d'une maladie du cœur à Anvers est homme politique libéral belge flamand.

## Biographie
Gustave Royers fit des études d'ingénieur de ponts et chaussées (1870-RUG). Ensuite, il travailla à l'administration des Ponts et Chaussées au service spécial de la Côte (1870-1875). En 1875, le conseil communal d'Anvers le nomma ingénieur en chef de la Ville, responsable  et il devint enseignant à l'Académie Royale des Beaux-Arts. Royers fut impliqué dans la construction de nouvelles voies, travaux d'assainissement, égouttage, quais de l'Escaut et l'expansion du port avec l'agrandissement des docks existants ou la création de nouveaux. Une écluse de mer reçut son nom. Le port pétrolier déménagea. Il construisit des écoles, le Zeemanshuis, le stand de tir au Kiel, la piscine et sauvegarda le Steen.
Royers fut actif dans la vie sociale: membre des éclaireurs à cheval de la Garde Civile, de la commission de gestion de l'école industrielle, du comité provincial de santé publique, des Elèves de Thémis dans l' Association Libérale.
Il siégea au conseil provincial (1889-1892 ; 1894-1904), fut élu député (1910-1921), conseiller communal (1912-1921), ensuite sénateur (1921-1923).
Royers s'intéressa surtout aux dossiers de Travaux Publics. Il s'opposa ensemble avec le bourgmestre libéral Jan Van Rijswijck aux plans du gouvernement de creuser un nouveau tronçon d'Escaut. L'alternative de Royers sera finalement accepté par le ministre Joris Helleputte.

### Articles  connexes
- Grand Orient de Belgique